# 新华街街道 (大同市)
新华街街道，是中华人民共和国山西省大同市平城区下辖的一个乡镇级行政单位。2021年3月，撤销新华街街道，原新华街街道的卧虎湾、跃进街、东风园、局前、岳秀园、局西、局内、局东、新华南街9个社区居委会的行政区域为新华街道的行政区域；原新华街街道的拥军路、桥西、山橡、鸿浩嘉园、新华北街5个社区居委会为卧虎湾街道的行政区域，原新华街街道的五星花园社区居委会为清远街道的行政区域。

## 行政区划
新华街街道下辖以下地区：
拥军路社区、卧虎湾社区、岳秀园社区、局东社区、山橡社区、新华北街社区、桥西社区、局前社区、局西社区、新华南街社区、东风园社区、局内社区和跃进街社区。